# تقطیر بخاری

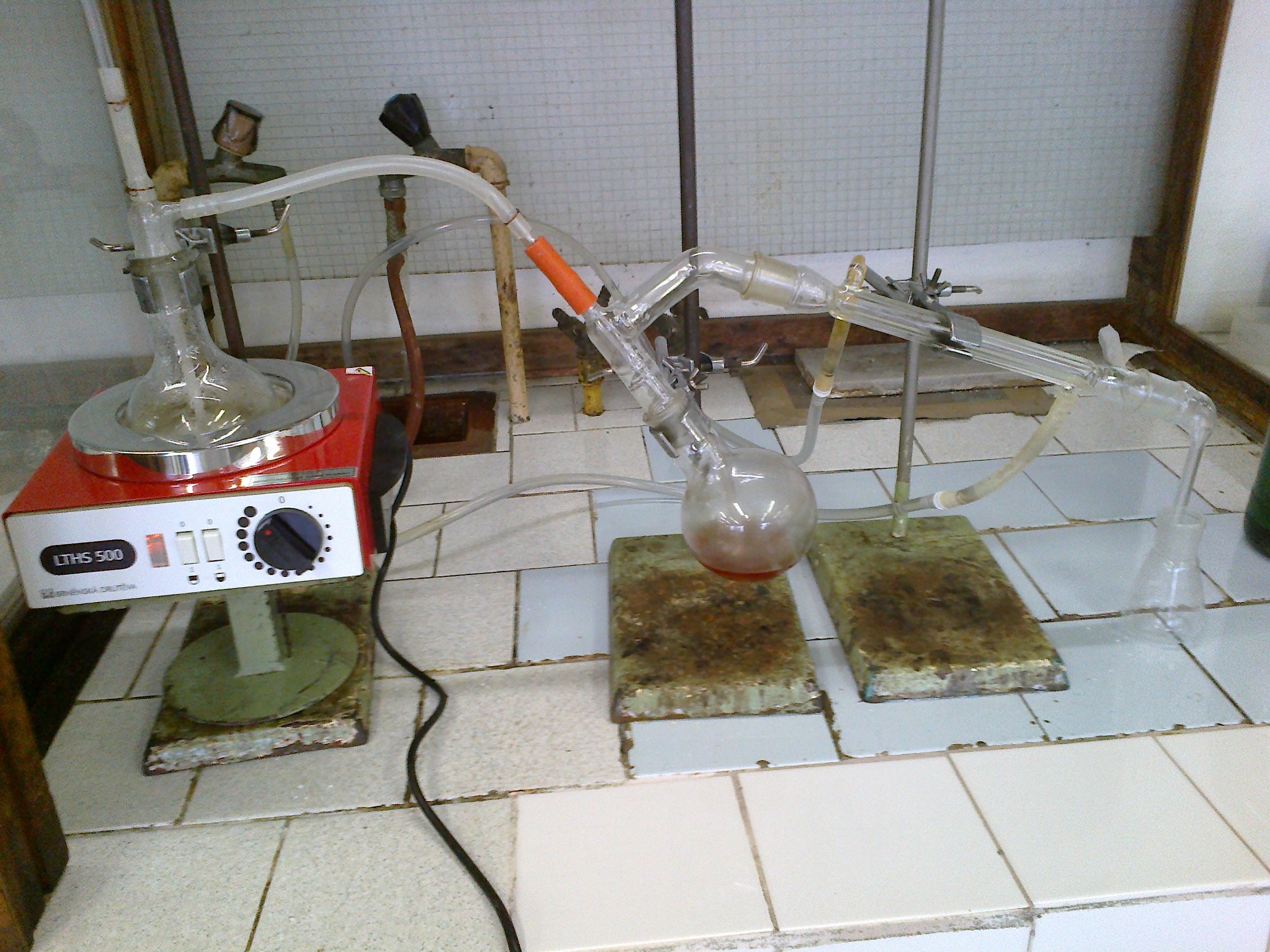

تقطیر بخاری (انگلیسی: Steam distillation) نوع خاصی از تقطیر برای مواد حساس به دما همانند خصلت آروماتیکی طبیعی است. بسیاری از ترکیبات آلی تمایل به تجزیه در دماهای بالا دارند؛ بنابراین جداسازی به وسیله تقطیر معمولی گزینه خوبی نمی‌باشد. به همین جهت در دستگاه تقطیر از آب یا بخار آب استفاده می‌کنند. به وسیله اضافه کردن آب به بخار، نقطه جوش ترکیبات کاهش می‌یابد و امکان تبخیر در دمای کم‌تر فراهم می‌شود که این دما کم‌تر از دمایی است که در آن خراب شدن ماده قابل توجه می‌شود.